# Ganga indien
Pterocles indicus
Espèce
Statut de conservation UICN

 LC  : Préoccupation mineure
Le Ganga indien (Pterocles indicus) est une espèce d'oiseaux appartenant à la famille des Pteroclidae originaire d'Asie du Sud.

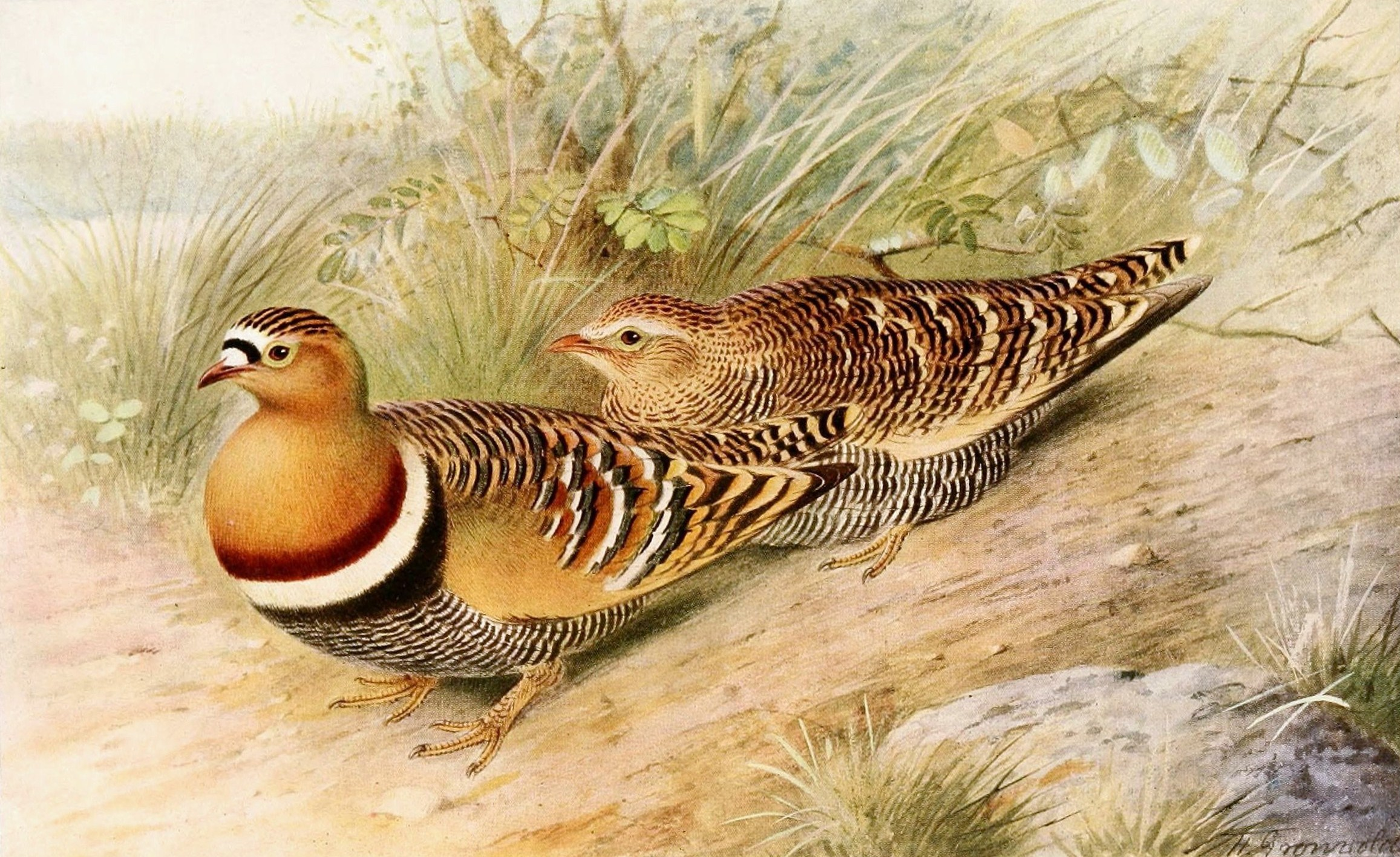
Couple.